# Apatura mouretae
Apatura mouretae är en fjärilsart som beskrevs av Derenne 1934. Apatura mouretae ingår i släktet Apatura och familjen praktfjärilar. Inga underarter finns listade i Catalogue of Life.